# 小羊肖恩大电影
《小羊肖恩》（英語：Shaun the Sheep Movie）是一部2015年英国阿德曼动画制作的定格动画喜剧电影，改编自电视定格动画。理查德·史塔查克和馬克·伯頓任编剧和导演，通道影業投资发行。英国于2015年2月6日上映。

## 剧情
讲述农场中的羊群因为不满农场中单调乏味的生活，由小羊肖恩带头实施摆脱农场主的计划。结果阴錯阳差，农场主人却流落到了城市当中并患了失忆症成为一名很受顾客欢迎的理发店剪刀手，忠狗比泽尔一路追寻主人却跟丢了，最后由羊群把主人和牧羊犬带回家的喜剧故事。

## 配音
- 賈斯汀·法萊切（英语：Justin Fletcher） - 肖恩/蒂米
- 約翰·斯帕克斯-比澤爾/農夫
- 歐米德·吉亞李利（英语：Omid Djalili） -號手[1]
- 凱特港 - 蒂米的媽媽/梅麗爾
- 理察·韋伯-雪莉
- 蒂姆·翰斯 - 滑
- 西門·葛瑞爾（英语：Simon Greenall） - 雙胞胎
- 艾瑪泰特 - 榛
- 亨利·伯頓 - 初級醫生/動物收容訪客
- 迪曼特維亞斯 - 醫院顧問
- 蘇菲勞頓 - 動物收容訪客
- 尼亞梅迪詹姆斯 - 歌劇羊
- 安迪·尼曼 - 堅果
- 傑克保爾森 - 有頭髮問題的名人
- 尼克·帕克 - 他自己

## 反响
烂番茄新鲜度达到99%，Metacritic上媒体综评81分，获得普遍赞誉。2022年，《IndieWire》列出21世紀最佳41部動畫電影名冊裡，本片排名第21名。

### 奖项
- 欧洲电影奖最佳动画片提名
- 第73届金球奖最佳动画片提名
- 第88屆奧斯卡金像獎最佳動畫長片提名[9]